# Geodena ansorgei
Geodena ansorgei là một loài bướm đêm trong họ Geometridae.